# Tempest (U-Boot)
HMS Tempest (Kennung: N86) war ein U-Boot der britischen Royal Navy im Zweiten Weltkrieg. Das Kriegsschiff ging 1942 nach einer nur dreimonatigen Einsatzzeit verloren.

## Einsatzgeschichte
Das U-Boot wurde am 6. Januar 1940 auf der Werft Cammell, Laird & Company in Birkenhead auf Kiel gelegt, lief am 10. Juni 1941 vom Stapel und kam am 6. Dezember 1941 in den Dienst der Royal Navy. Es war das Typschiff der zweiten Baugruppe der britischen T-Klasse, die nach ihr auch als Tempest-Klasse bezeichnet wird.
Die Tempest verließ am 10. Februar 1943 ihre Basis auf Malta, um eine Patrouille im Golf von Tarent anzutreten. Am frühen Morgen des 13. Februar 1943 wurde das U-Boot 30 Seemeilen nordöstlich von Crotone bei 39° 15′ N, 17° 45′ O von dem italienischen Torpedoboot Circe an der Oberfläche entdeckt. Die Tempest tauchte umgehend ab und wurde intensiv mit Wasserbomben angegriffen. Nach einer mehrstündigen Jagd musste das inzwischen beschädigte U-Boot an die Oberfläche zurückkehren, wo es von dem Torpedoboot mit Bordartillerie beschossen wurde und weitere Schäden erlitt. Anschließend verließ die Besatzung ihr U-Boot und hinterließ scharfe Sprengladungen an Bord, welche aber versagten. Die britischen Seeleute wurden von dem Torpedoboot übernommen. Die Italiener konnten das U-Boot aufgrund der vorherrschenden schweren See nicht entern, weshalb erneut das Feuer eröffnet wurde, um das treibende unbemannte Wrack zu versenken. Da dies nicht gelang, versuchten die Italiener erneut, die Tempest zu übernehmen. Zwei Seeleute konnten das Deck des U-Bootes erreichen und ein Tau befestigen. Als das Torpedoboot sich dem U-Boot näherte, um das Tau aufzunehmen, sank die Tempest überraschend innerhalb kürzester Zeit über das Heck ab.
Kommandant der Tempest war während der gesamten Dienstzeit (vom Oktober 1941 - 13. Februar 1942) Lt.Cdr. William Alexander Keith Napier Cavaye.